# Matthew Carlson
Matthew Carlson é um produtor de televisão e argumentista de televisão norte-americano.
Ele é mais conhecido pelo seu trabalho nas séries de televisão Malcolm in the Middle e The Wonder Years. Pelo seu trabalho em The Wonder Years, recebeu duas nomeações ao Primetime Emmy Award.
Ele escreveu o argumento do filme Wagons East! (1994), que estrela John Candy e Richard Lewis.

## Trabalhos
Os seguintes são os trabalhos de Carlson:
- Townies
- God, the Devil and Bob
- Camp Wilder
- The Boys Are Back
- Men Behaving Badly
- Big Day
- Samantha Who?
- Sons of Tucson'
- Mr. Sunshine